# 未収金
未収金（みしゅうきん）は、勘定科目の一つ。流動資産に区分される。
営業取引以外の取引により資産を売却した際に生じる債権を未収金として計上する。「未収入金」、医療では「治療未収金」、「治療未収入金」と呼ばれることもある。営業取引により生じる債権を扱う売掛金や、営業取引以外の継続的な取引を扱う未収収益と区別される。

## 仕訳例
有価証券（取得価額80,000円）を売却し、翌月2日に代金（100,000円）を受け取ることになった。
| 借方           | 貸方                  |
| -------------- | --------------------- |
| 未収金 100,000 | 有価証券 80,000       |
|                | 有価証券売却益 20,000 |

固定資産を売却した時なども同様に扱う。

## 表示
一年基準に基づき、回収の予定が決算日の翌日から1年以内なら流動資産の部に、1年を超えるものは固定資産の部に「長期未収金」として表示する。